# Лестершир
Ле́стершир (англ. Leicestershire, /ˈlɛstə(r)ʃə(r)/ или /ˈlɛstə(r)ʃɪə(r)/; послушатьо файле) — графство в центре Англии. Входит в состав региона Ист-Мидлендс. Административный центр — Гленфилд, крупнейший город — Лестер. Население 640 800 человек.

## География
Площадь территории церемониального графства — 2 156 км²; территория графства без Лестера — 2 083 км². Граничит на востоке с Линкольнширом и Ратлендом, на юго-востоке с Нортгемптонширом, на юго-западе с Уорикширом, на северо-западе с Дербиширом, на севере с Ноттингемширом.

## Административное деление
В состав графства входят 7 районов и одна унитарная единица:
|  | 1. Чарнвуд 2. Мелтон 3. Харборо 4. Одби-энд-Уигстон 5. Блэби 6. Хинкли-энд-Босуорт 7. Норт-Уэст-Лестершир 8. Сити-оф-Лестер (унитарная единица) |

## Археология
На городище Блэкфрайарс были найдены более 20 форм для отливки монет, что может свидетельствовать о наличии в Лестере «монетного двора» периода раннего железного века. Возможно, именно здесь была отлита часть монет крупнейшего клада британского раннего железного века — «сокровищ Халлатона».